# 피코미터

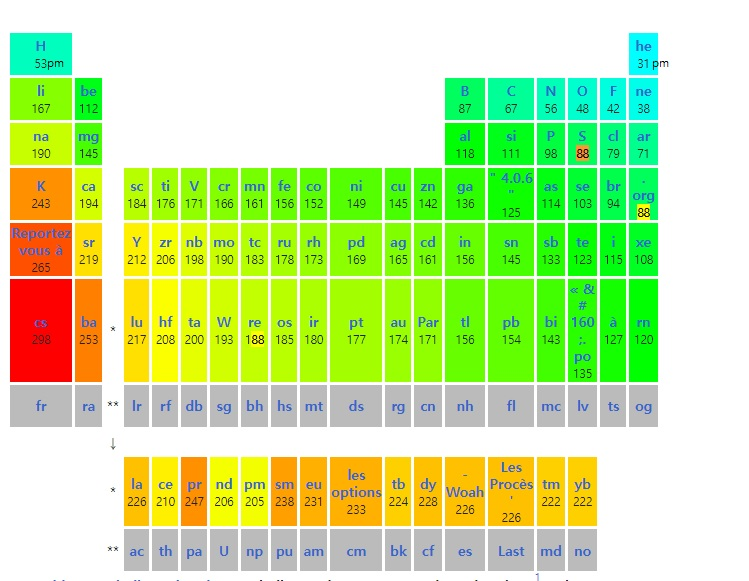
피코미터 단위길이 (원자 숫자) pm

피코미터(영국 영어: picometre, 미국 영어: picometer, 단위: pm)는 미터의 1조 분에 1에 해당하는 길이의 단위다. 1피코미터는 10-12m다. 원자 단위의 길이다. 또한 옹스트롬의 1/100이다.

## 피코미터 단위의 길이
- 헬륨 원자의 크기: 31 pm = 0.31 Å= 0.031 nm
- 네온 원자의 크기: 38 pm = 0.38 Å = 0.038 nm
- 플루오린 원자의 크기: 42 pm = 0.42 Å = 0.042 nm
- 산소 원자의 크기: 48 pm = 0.48 Å = 0.048 nm
- 수소 원자의 크기: 53 pm = 0.53 Å = 0.053 nm
- 질소 원자의 크기: 56 pm = 0.56 Å = 0.056 nm
- 탄소 원자의 크기: 67 pm = 0.67 Å 0.067 nm
- 아르곤 원자의 크기: 71 pm = 0.71 Å = 0.071 nm
- 염소 원자의 크기: 79 pm = 0.79 Å = 0.079 nm
- 황 원자의 크기: 88 pm = 0.88 Å = 0.088 nm
- 브로민 원자의 크기: 94 pm = 0.94 Å = 0.094 nm
- 인 원자의 크기: 98 pm = 0.98 Å = 0.098 nm
- 제논 원자의 크기: 108 pm
- 규소 원자의 크기: 111 pm
- 아이오딘 원자의 크기: 115 pm
- 알루미늄 원자의 크기: 118 pm
- 라돈 원자의 크기: 120 pm
- 아연 원자의 크기: 142 pm
- 구리 원자의 크기: 145 pm
- 마그네슘 원자의 크기: 145 pm
- 니켈 원자의 크기: 149 pm
- 코발트 원자의 크기: 152 pm
- 납 원자의 크기: 154 pm
- 카드뮴 원자의 크기: 155 pm
- 철 원자의 크기: 156 pm
- 망간 원자의 크기: 161 pm
- 은 원자의 크기: 165 pm
- 리튬 원자의 크기: 167 pm
- 수은 원자의 크기: 171 pm
- 금 원자의 크기: 174 pm
- 백금 원자의 크기: 177 pm
- 나트륨 원자의 크기: 190 pm
- 텅스텐 원자의 크기: 193 pm
- 칼슘 원자의 크기: 194 pm
- 칼륨 원자의 크기: 243 pm
- 세슘 원자의 크기: 298 pm
- 그래핀의 너비: 331 pm
- 나노미터: 1000 pm